# Eurocopter X3
Eurocopter X3 (Eurocopter X3, X-Cube) — експериментальний гібридний вертоліт (гвинтокрил), створений компанією Eurocopter. Створювався з метою можливості польоту на швидкості 410 км/год. Основний несучий гвинт вертольота складається з п'яти лопатей, на кінцях крил розташовуються додаткові тягнучі пропелери також з п'ятьма лопатями, хвостовий гвинт відсутній. Компенсація реактивного моменту, що виникає при обертанні несучого гвинта, забезпечується бічними пропелерами. Силова установка складається з двох двигунів Rolls-Royce Turbomeca RTM322.
Перший політ відбувся 6 вересня 2010 року у Франції. 12 травня 2011 року X3 досяг швидкості 430 км/год. 7 червня 2013 року гібридний вертоліт Eurocopter X3 зробив прорив в історії авіації розігнавшись до 255 вузлів, тим самим побивши світовий рекорд по швидкості горизонтального польоту вертольотів. (472 км/год).